# Producte cartesià

Producte cartesià entre els conjunts A= (x,y,z) i B:(1,2,3)

En teoria de conjunts, el producte cartesià és un producte directe de conjunts. En particular, el producte cartesià de dos conjunts X i Y, expressat com X × Y, és el conjunt de tots els parells ordenats en els quals el primer component pertany a X i el segon a Y.
{\displaystyle X\times Y=\{(x,y)\mid x\in X\;\wedge \;y\in Y\}.}
El producte cartesià rep el seu nom de René Descartes, qui va donar origen a aquest concepte al formular la geometria analítica. Així, per exemple, el producte cartesià del conjunt dels tretze elements de la baralla anglesa {As, K, Q, J, 10, 9, 8, 7, 6, 5, 4, 3, 2} amb el conjunt dels quatre pals {♠, ♥, ♦, ♣} és el conjunt de les 52 cartes de la baralla {(As, ♠), (K, ♠), ..., (2, ♠), (As, ♥), ..., (3, ♣), (2, ♣)}.
Si els conjunts involucrats són conjunts finits, la cardinalitat (o nombre d'elements) del producte cartesià és el producte de les cardinalitats dels conjunts involucrats:
{\displaystyle card\ (X\times Y)=(card\ X)\cdot (card\ Y)}
En l'exemple anterior, el nombre d'elements del producte era 52 = 13⋅4.

## Generalització finita
El quadrat cartesià d'un conjunt X es defineix com {\displaystyle X^{2}=X\times X}. Un exemple d'això és l'espai euclidià de dues dimensions ℝ², on ℝ és el conjunt dels nombres reals; ℝ² és aleshores el conjunt de tots els punts (x, y) on x i y són tots dos reals.
Això es pot generalitzar en un producte cartesià n-ari sobre n conjunts {\displaystyle X_{1},...,X_{n}}:
{\displaystyle X_{1}\times \cdots \times X_{n}=\{(x_{1},\ldots ,x_{n})\mid x_{1}\in X_{1},\dots ,x_{n}\in X_{n}\}.}
Aquest conjunt es pot identificar amb {\displaystyle (X_{1}\times ...\times X_{n-1})\times X_{n}}; és un conjunt de n-ples.
De manera anàloga al quadrat cartesià, es pot usar en potències majors: ℝ3 = ℝ × ℝ × ℝ és l'espai euclidià tridimensional.

## Teoria de categories
En la teoria de categories, el producte cartesià no és més que el producte en la categoria de conjunts.